# 274301 Wikipedia
274301 Wikipedia este un asteroid din centura principală, descoperit pe 25 august 2008 la Observatorul Astronomic din Andrușivka.